# Eleocharis brasiliensis
Eleocharis brasiliensis är en halvgräsart som beskrevs av Johann Otto Boeckeler. Eleocharis brasiliensis ingår i släktet småsäv, och familjen halvgräs. Inga underarter finns listade i Catalogue of Life.